# Qui Pluribus
Qui Pluribus (Latijn voor voor vele (jaren)) was een encycliek uitgevaardigd door paus Pius IX op 9 november 1846, waarin het geloof en de religie centraal stonden.

## Inhoud
Qui Pluribus was de eerste encycliek van paus Pius IX na zijn aantreden op 21 juni 1846 en beschreef in felle bewoordingen de dwalingen die in zijn ogen de positie van de Kerk en het geloof in gevaar brachten. Pius verweet diverse maatschappelijke groeperingen dat zij door leugenachtige beweringen het mysterie van het geloof ondermijnden. In de woorden van de paus waren deze “filosofen” er slechts op uit het bestaan van God te ontkennen, waarbij zij uitgingen van de stelling dat alle mysteries van het geloof slechts gezien moest worden als fictie, door de mens zelf gecreëerd. In tegenstelling tot de leer van de Kerk zou volgens de filosofen het geloof in strijd zijn met de menselijke rede. Pius onderstreepte dat het geloof boven de rede stond, maar dat er niet noodzakelijkerwijs hierdoor een conflict hoefde voort te komen, daar het geloof en de menselijke rede elkaar aanvulden.
Indirect richtte Pius zich ook tegen “geheime sektes” [lees: Vrijmetselarij] waartegen verschillende voorgangers van de paus stelling hadden genomen. Maar ook de verschillende Bijbelgenootschappen, die zich ten doel hadden gesteld op grote schaal bijbels te distribueren in de landstaal voorzien van commentaren en uitleg van de teksten, werden door Pius sterk veroordeeld. Dit laatste was geheel in lijn met de veroordeling die Pius’ voorganger, paus Gregorius XVI, al had geuit in zijn encycliek Inter praecipuas (8 mei 1844).
Ook de leer van het communisme werd afgewezen en werd door Pius IX omschreven als een doctrine in strijd met de natuurwetten, die slechts tot de totale ondergang van de gehele mensheid zou leiden.
Pius IX riep daarom zijn bisschoppen op hem te steunen in zijn strijd tegen moderne ontwikkelingen, die de positie van de Kerk en haar geestelijk leiders ondermijnden: “Versla de duivel”. De inzet van goed opgeleide priesters was daarbij essentieel, doordat zij in hun dagelijks contact met hun parochianen de ware boodschap konden uitdragen.
Pius IX wees de wereldlijke leiders erop, dat de aan hun verleende macht niet slechts bedoeld was om de wereld te regeren, maar dat zij ook de plicht hadden toe te zien op de bescherming van de Katholieke Kerk.